# Cuquillo
Cuquillo (también llamado popularmente El Cuquillo) es un despoblado español perteneciente al municipio de Castril, en la provincia de Granada, comunidad autónoma de Andalucía. Cerca de este núcleo se encuentran Martín, Fátima, Solana y Puentezuela.
Según el Instituto Nacional de Estadística de España, en el año 2022 este núcleo no contaba con ningún habitante censado. Pese a no haber población permanente, en Cuquillo existen diversas casas y fincas de recreo y descanso que son usadas por sus propietarios como segunda vivienda.